# مارکوس گروگر
مارکوس گروگر (انگلیسی: Markus Gröger؛ زادهٔ ۳۰ مهٔ ۱۹۹۱) بازیکن فوتبال اهل آلمان است.
از باشگاه‌هایی که در آن بازی کرده‌است می‌توان به باشگاه فوتبال اف‌اس‌وی فرانکفورت و باشگاه فوتبال هانزا روستوک اشاره کرد.